# Наум Джурков
Наум Петров Джурков е български революционер, деец на Вътрешната македоно-одринска революционна организация и Върховния македоно-одрински комитет.

## Биография
Джурков е роден в 1877 година в костурското село Дъмбени, тогава в Османската империя, днес в Гърция. Влиза във ВМОК, както сам казва, „за освобождението на поробените българи“. В 1902 година е четник във върховистката чета на полковник Анастас Янков и Петър Гайков, пристигнала в Костурско. С нея се сражава на 7 септември 1902 година при Смърдеш, при Поздивища и при Шестеово.
В 1903 година е четник в Дъмбенската чета на Яне Прешленков и Коста Шиперков. На 31 май 1903 година участва с Дъмбенската чета в сражението при Локвата и Виняри, в което четите на Лазар Поптрайков и Васил Чакаларов се сражават няколко часа с османски войски. Участва в последвалото Илинденско-Преображенско въстание през лятото на 1903 година, като взима участие в нападението над Жервени, превземането на Клисура, сражението при Апоскеп и други.
След въстанието продължава да се занимава с революционна дейност. На 13 август 1907 година участва в голямото сражение край Дреновени, в което загива войводата Пандо Кляшев с още 17 четници.
Участва в Първата световна война с 24-ти черноморски полк на 3-та балканска дивизия.
На 17 май 1943 година, като жител на Варна, подава молба за българска народна пенсия, която е одобрена и пенсията е отпусната от Министерския съвет на Царство България.